# Flitssynchronisatietijd
De flitssynchronisatietijd is de (snelste) belichtings- of sluitertijd die op een fotocamera gebruikt mag worden in combinatie met een elektronenflitser. Een langere sluitertijd kan wel worden gebruikt maar een kortere (snellere) niet. Dit heeft te maken met het sluitergordijn (zie spleetsluiter): bij een kortere sluitertijd is het beeldvlak nooit helemaal vrij en omdat een elektronenflitser een flitsduur van enkele microseconden heeft wordt een deel van de foto niet door de flitser belicht. 
Afhankelijk van de constructie van de sluiter kan de synchronisatietijd verschillen, een horizontaal aflopende doeksluiter voor een kleinbeeldcamera heeft een tijd in de orde van 1/60s of 1/75s, een verticaal aflopende lamellensluiter heeft een synchronisatietijd die ergens tussen 1/125s en 1/250s ligt.
Voor "ouderwetse" lampenflitsers waren er speciale lampen te koop waarbij de flitsduur wat langer was (enige tientallen milliseconden) en waarbij het licht over de flitsduur ook redelijk constant bleef, hiermee werd de film wel over de hele looptijd van de sluiterspleet belicht. Iets soortgelijks is mogelijk met sommige moderne elektronenflitsers, deze kunnen in een speciale stand een korte serie van flitsjes geven waarbij de belichtte strookjes elkaar overlappen en het hele beeldvlak belicht wordt.
Een centraalsluiter heeft geen last van dit fenomeen en er kan dan ook bij alle beschikbare sluitertijden worden geflitst.